# Lars Bjønness
Lars Bjønness (født 27. juli 1963 i Oslo) er en norsk tidligere roer og dobbelt olympisk medaljevinder.
Bjønness kom i 1983 med i den norske dobbeltfirer, der ved VM vandt guld i 1985, bronze i 1986 og sølv i 1987. Båden, der derudover bestod af Alf Hansen, Vetle Vinje og Rolf Thorsen, var dermed blandt favoritterne ved Ol 1988 i Seoul. Nordmændene indledte med at vinde i det indledende heat og fulgte op med sejr i semifinalen, mens de i finalen sluttede halvandet sekund efter de sejrende italienere, men sikrede sig sølvmedaljerne foran den østtyske båd.
Efter OL 1988 vendte Tønness sig mod dobbeltsculleren, hvor han roede sammen med Thorsen, og de vandt VM i 1989. Til OL 1992 i Barcelona vendte Tønness og Thorsen tilbage til dobbeltfireren, hvor Kjetil Undset og Per Sætersdal var nye i båden. Nordmændene vandt deres indledende heat og kvalificerede sig til finalen med en andenplads i semifinalen efter Italien. I finalen holdt de italienerne bag sig, men den tyske båd vandt med næsten to sekunders forspring til nordmændene, der dermed genvandt deres sølvmedaljer fra 1988.
Efter OL 1992 vendte Thorsen og Tønness sig igen til dobbeltsculleren, og i denne båd vandt de VM-sølv i 1993 og -guld i 1994. Tønness tog (sammen med Thorsen) en sidste tørn i dobbeltfireren og afsluttede sin internationale karriere med VM-guld i denne båd i 1995.
Tønness og Thorsen modtog i 1989 Morgenbladets guldmedalje for deres VM-guld samme år.

## OL-medaljer
- 1988:  Sølv i dobbeltfirer
- 1992:  Sølv i dobbeltfirer